# Пасхова мелница
Пасховата мелница (на гръцки: Αλευρόμυλος Πάσχου) е историческа производствена сграда, мелница, в град Воден, Гърция.
Сградата на Пасховата мелница е важен елемент в изследването на развитието на архитектурата в града, тъй като е сред първите сгради от началния индустриален период във Воден.
В 1997 година като пример за традиционната производствена архитектура, мелницата е обявена за паметник на културата.